# NGC 5694
NGC 5694 (również GCL 29 lub ESO 512-SC10) – gromada kulista, znajdująca się w gwiazdozbiorze Hydry w odległości 114,2 tys. lat świetlnych od Słońca i 95,9 tys. lat świetlnych od centrum Galaktyki. Została odkryta 22 maja 1784 roku przez Williama Herschela.
Gromada kulista NGC 5694 oddala się od centrum Drogi Mlecznej z prędkością co najmniej 273 km/s. Oznacza to, że w przyszłości może ona oddalić się w przestrzeń międzygalaktyczną. Prawdopodobną przyczyną zmiany jej orbity z eliptycznej na hiperboliczną wobec jądra galaktyki było zbliżenie do obiektu o dużej masie. Za najbardziej prawdopodobny uważano Obłoki Magellana. Nowsze badania składu chemicznego gwiazd NGC 5694 potwierdziły, że gromada pochodzi spoza naszej Galaktyki, prawdopodobnie z jednej z karłowatych galaktyk satelickich.